# Robert de Dangeau
Robert de Dangueil, ou de Dangeau, né à Dangeau   et  mort le 22 juillet 1430  à Nevers, est un prélat français du XVe siècle, évêque de Nevers de 1401 à 1430.

## Biographie
Robert est frère de Milon, doyen de Chartres et chanoine de Paris.
Robert de Dangeau est d'abord chanoine des églises de Chartres et de Paris, archidiacre de celle de Paris, conseiller et aumônier de Charles VI et de Philippe le Hardi duc de Bourgogne, et enfin archidiacre de Nevers. Il est élu évêque de Nevers par le chapitre en 1401.
Robert dédie en 1405 l'église du couvent des dominicains de Nevers. En 1417, l'évêque Robert attire à Nevers, pour y faire entendre la parole divine à son troupeau, saint Vincent Ferrier. En 1418, le pape Martin V charge Robert de Dangeau de l'établissement d'un couvent de clarisses à Decize et y place pour première supérieure sainte Colette. La peste ayant à cette époque dévasté la ville de Nevers, Robert ordonne des prières publiques pour obtenir la cessation du fléau.

## Sources
- Honoré Jean P. Fisquet, La France pontificale, Métropole de Sens, Paris, 1864